# Hester Street
Hester Street è un film del 1975 diretto da Joan Micklin Silver.
È stato presentato nella Settimana internazionale della critica al Festival di Cannes 1975.

## Trama
L'Hester Street che dà il titolo al film è una via di Manhattan dove a fine Ottocento andavano a vivere molti degli immigrati ebrei provenienti dall'Europa orientale. Qui vive anche Yankle che, da quando è arrivato negli Stati Uniti, ha assimilato rapidamente la cultura americana tanto da cambiarsi il nome in Jake. Benché legalmente sposato, intrattiene una relazione con Mamie, una ballerina. La sua routine viene turbata quando lo raggiunge sua moglie, Gitl, insieme al loro bambino Yossele. A differenza di Jake e Yossele (che il padre chiama "Joey”), Gitl ha difficoltà ad ambientarsi: si ostina a vestirsi e ad acconciarsi i capelli secondo l'usanza ebraica, e per questo è costantemente rimproverata e insultata dal marito. Inoltre Jake continua a vedere Mamie, cosa che Gitl scopre più tardi grazie alla signora Kavarsky, una vicina. Jake e Gitl alla fine divorziano, e la donna si risposa con Bernstein, un connazionale studioso del Talmud a cui Jake aveva dato ospitalità.

## Riconoscimenti
- 1976 - Premio Oscar
  - Nomination Miglior attrice protagonista a Carol Kane

Nel 2011 è stato scelto per la conservazione nel National Film Registry della Biblioteca del Congresso degli Stati Uniti.